# 翁占斌
翁占斌（1966年—），出生於內蒙古包頭市。現任招金集團有限責任公司、山東招金礦業股份有限公司(1818.HK)總裁及常務董事。

## 生平
畢業於包頭鋼鐵學院採礦工程系、東北大學礦業工程系並獲頒發碩士學位，以及長江商學院EMBA學位。
值得一提，他在1989年曾任招遠市夏甸金礦副科長及礦區主任、招遠市金翅嶺金礦副礦長及黨委副書記、招金集團金翅嶺礦冶有限公司黨委副書記、副董事長、副總經理、金翅嶺金礦礦長、招金集團總經理和招金礦業股份有限公司非常務董事，直至擔任招金集團有限責任公司、山東招金礦業股份有限公司(1818.HK)總裁及常務董事至今，他也是Citigold Corporation（CTO.AX）非常務董事。

## 榮譽貢獻
全國黃金行業科技標兵、山東省富民興魯勞動獎章、山東省優秀企業家等。

## 相關連結
- 本報特約----企業管理/招金集團：潛能來自精細化管理 中央日報